# Boris Majzlin
Boris Michajlovitsj Majzlin (Russisch: Борис Михайлович Майзлин) (Novosibirsk, 27 februari 1951 - Wenen 14 maart 2013) was een voormalig professionele basketbalcoach voor verschillende teams in Rusland. Hij kreeg de Medaille voor het dienen van het Moederland en de eretitel van Geëerde Coach van de Sovjet-Unie.

## Carrière
Majzlin begon zijn carrière in 1974 als assistent-coach bij Dinamo Wolgograd. In 1976 werd hij hoofdcoach bij Dinamo Wolgograd. Hij bleef in die functie tot 1991. Met Dinamo werd hij twee keer derde om het Landskampioenschap van de Sovjet-Unie in 1989 en 1990. Ook was hij jeugd coach van meisjes team van de Sovjet-Unie in 1988 en 1989. Hij was vicevoorzitter van 1981 tot 1983 en van 1991 tot 2013 van Dinamo.
Hij studeerde af aan de Lesgaft Universiteit in Leningrad in 1974. Majzlin stierf onverwacht in Wenen. Hij werd begraven op de Dimitrievskoye-begraafplaats in Wolgograd. Er is elk jaar een basketbaltoernooi in Wolgograd dat zijn naam draagt.

## Erelijst
- Landskampioen Sovjet-Unie:
  - Derde: 1989, 1990